# جوناتهان تاکانو
جوناتهان تاکانو (انگلیسی: Jonathan Takano؛ زادهٔ ۵ ژانویهٔ ۱۹۸۰) بازیکن فوتبال است.
وی همچنین در تیم ملی فوتبال جزایر ماریانای شمالی بازی کرده‌است.